# Eri Suzuki
Eri Suzuki (鈴木恵理?, Suzuki Eri; Tokyo, 1988) è una modella giapponese, incoronata quarantesima Miss Giappone nel 2008. La Suzuki è stata eletta all'età di venti anni il 28 marzo 2008 presso il Keio Plaza Hotel a Shinjuku, Tokyo.